# The Innocents (pel·lícula de 1961)
The Innocents és una pel·lícula gòtica de terror psicològic del 1961 dirigida i produïda per Jack Clayton, i protagonitzada per Deborah Kerr, Michael Redgrave i Megs Jenkins. Basat en la novel·la de 1898 The Turn of the Screw del novel·lista estatunidenc Henry James, el guió va ser adaptat per William Archibald i Truman Capote, que va utilitzar la pròpia obra de teatre d'Archibald del 1950—també titulada The Innocents—com a text font principal. La seva trama segueix una institutriu que vetlla per dos nens i arriba a témer que la seva gran propietat estigui perseguida per fantasmes i que els nens estiguin posseïts.
El guió original d'Archibald per a The Innocents es basava en la premissa que els esdeveniments paranormals representats eren legítims. Descontent amb l'opinió d'Archibald sobre el material, el director Jack Clayton va designar l'escriptor estatunidenc Truman Capote per reelaborar el guió. Les reescriptures de Capote incorporaven temes psicològics, donant lloc a un treball final que suggereix altres alternatives a la trama. El rodatge va tenir lloc en part a la mansió gòtica de Sheffield Park a Sussex, amb rodatges addicionals a Shepperton Studios a Surrey. Rodat en CinemaScope, The Innocents va incorporar una il·luminació mínima atrevida així com un deep focus, emprat pel director de fotografia Freddie Francis per aconseguir una atmosfera distintiva, i de vegades claustrofòbica. La pel·lícula també va ser pionera en l'ús del so electrònic sintetitzat creat per Daphne Oram. Clayton no estava satisfet amb l'original partitura de la pel·lícula del compositor francès Georges Auric i va demanar alguna modificació. Tanmateix, com que Auric no estava disponible a causa de problemes de salut, Clayton va recórrer a W. Lambert Williamson.
The Innocents va rebre la distribució internacional de l'estudi de cinema 20th Century Fox, i va ser estrenada a Londres el 24 de novembre de 1961. Es va estrenar als Estats Units el mes següent, el 15 de desembre a Los Angeles i el Dia de Nadal a la ciutat de Nova York. Els fonaments psicològics del guió de la pel·lícula han fet que sigui objecte de nombrosos assaigs crítics i acadèmics, especialment en l'àrea de la teoria del cinema. De les diferents adaptacions cinematogràfiques de l'obra de James, The Innocents ha rebut el debat més crític. Va ser seleccionada per The Guardian com una de les 25 millors pel·lícules de terror que s'han fet mai.

## Argument
La senyoreta Giddens sol·licita el seu primer treball com a institutriu. El ric oncle solter que l'entrevista no li preocupa la seva falta d'experiència. Valora la seva llibertat per viatjar i socialitzar i confessa sense vergonya que "no té espai, ni mentalment ni emocionalment" per a la seva neboda i el seu nebot. Van quedar orfes i els va deixar a la seva cura quan era infants, i els manté a Bly, la seva gran finca rural. L'anterior institutriu, Mary Jessel, va morir sobtadament fa menys d'un any. L'única cosa que li importa és que la senyoreta Giddens accepti la total responsabilitat dels nens, sense molestar-lo mai amb els problemes que puguin sorgir.
A Bly, la senyoreta Giddens es fa amiga instantàniament de Flora, la neboda. També estableix una amistat amb la Sra. Grose, l'amable mestressa. El nen, Miles, està fora a l'internat, però aviat torna a Bly després de ser expulsat de l'escola per tenir una "mala influència" en els seus companys. Mrs. Grose diu que no pot imaginar-se que Miles es porti malament, i quan la senyoreta Giddens coneix el nen, ella també creu que els seus professors deuen haver exagerat. Sembla encantador i madur, encara que potser massa madur, amb una adulació coqueta cap a la seva institutriu.
La senyoreta Giddens aviat es veu pertorbada pels comportaments estranys i el secret ocasional dels nens, i és molestada per les veus incorpòries i les aparicions d'un home i una dona que presencia a la casa, a qui la Sra. Grose identifica, a partir de les seves descripcions, com la senyoreta Jessel i Peter Quint, un altre empleat mort de l'oncle dels nens. Mrs. Grose també revela a contracor que els dos tenien una relació abans de la seva mort. La senyoreta Giddens conclou que els fantasmes de Quint i la senyoreta Jessel posseeixen els cossos dels nens perquè puguin continuar físicament la seva relació. Està decidida a rescatar-los d'aquesta possessió.
Una nit, mentre es queda sola amb Miles, la senyoreta Giddens el pressiona perquè parli sobre els fantasmes i sobre per què el van expulsar de l'escola. Inicialment, Miles és senzill i evasiu, però finalment admet que va espantar els altres nois amb violència i llenguatge vulgar. La senyoreta Giddens li encarrega que digui qui li va ensenyar aquest llenguatge i aquest comportament. Miles de sobte comença a cridar insults obscens i a riure maníacament, i la cara de Quint apareix a la finestra darrere seu, unint-se a la rialla del nen. Aleshores Miles corre cap a fora; La senyoreta Giddens el segueix, demanant-li que "digui el seu nom". Quint apareix en una bardissa propera, però en Miles no sembla veure'l. Finalment, crida el nom de Quint, i Quint agita la mà. Miles encara creix i cau a terra. La senyoreta Giddens el bressola i l'assegura que és lliure. Aleshores s'adona que Miles ha mort. Plorant, s'inclina sobre ell i li fa un petó als llavis.

## Repartiment
- Deborah Kerr com a Miss Giddens
- Michael Redgrave com l'Oncle
- Peter Wyngarde com a Peter Quint
- Megs Jenkins com a Sra. Grose
- Martin Stephens com a Miles
- Pamela Franklin com a Flora
- Clytie Jessop com a senyoreta Mary Jessel
- Isla Cameron com a Anna

## Anàlisi
The Innocents ha rebut l'atenció d'acadèmics i especialistes en teoria del cinema, començant pel teòric literari Edmund Wilson, que va escriure extensament sobre la novel·la font de la pel·lícula, insistint que els fenòmens sobrenaturals eren de fet. el producte de la pròpia repressió sexual de la senyoreta Giddens. Segons l'estudiós literari Leonard Orr, de les moltes adaptacions de l'obra de James, "The Innocents".  ha rebut la major atenció crítica.
L'estudiós de cinema David J. Hogan va reiterar que els temes subjacents de la pel·lícula de repressió sexual esdevenen el focus de l'activitat sobrenatural, i va comparar elements de la pel·lícula amb The Haunting de Robert Wise (1963), basada en La maledicció de Hill House de Shirley Jackson. Hogan també interpreta la final de la pel·lícula l'escena com "una variació perversa de la història de La bella dorment, ja que Kerr allibera simbòlicament el nen d'una presumpta possessió amb un petó després que s'hagi desmaiat".
Al llibre Fifty Classic British Films, 1932-1982: A Pictorial Record (2013), l'escriptor cinematogràfic Anthony Slide va assenyalar: "A través de l'ús d'ombres, angles de càmera oblics i una banda sonora atmosfèrica, Jack Clayton no sols va captar l'horror de la història de James, sinó també la seva tristesa més profunda: l'aïllament dels nens del món real, la sexualitat problemàtica de la institutriu i la naturalesa curiosament lamentable de l'antiga institutriu, la senyoreta Jessel."

## Producció
El guió original de The Innocents va ser adaptat pel dramaturg William Archibald de la seva obra del mateix nom, que es basava en la novel·la d'Henry James Un altre pas de rosca. Tant en les seves adaptacions a l'escenari com a la pantalla, Archibald va escriure sota el supòsit que les experiències sobrenaturals de la senyoreta Giddens eren reals, i que els fantasmes que va trobar eren entitats legítimes en lloc de la seva imaginació (una possibilitat no resolta a l'obra original de James). La interpretació d'Archibald del material d'origen es va deixar clara en un desenllaç a l'esborrany original del guió, que:
| « | comprèn un muntatge d'imatges superposades a la figura reclinada [de la senyoreta Giddens]: la fotografia esquerdada de Quint, Quint a la torre, la mà de Flora subjectant la seva tortuga, una caixa musical que sona "O Willow Waly". El somni s'acaba amb la senyoreta Giddens imaginant com els nens han estat posseïts per la senyoreta Jessel... ballant en silueta amb la Flora, Quint posant un braç possessiu sobre l'espatlla de Miles i la mateixa senyoreta Giddens pregant per alliberar-se al so d'un rellotge. | » |

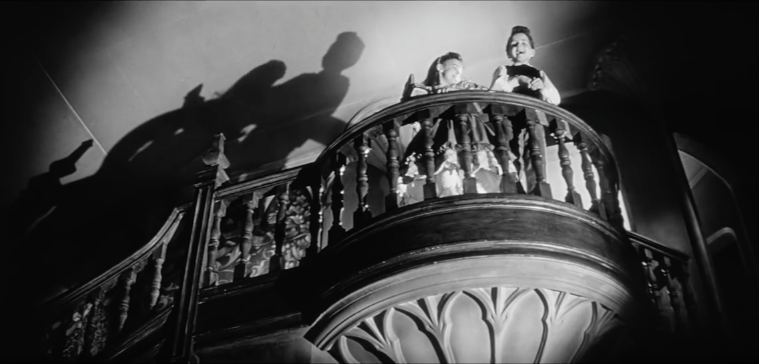
Un punt clau de la disputa entre Clayton i el guionista William Archibald va ser si els nens (a la foto) eren conductes per als esperits maliciosos, o els fenòmens van ser una invenció de la ment del protagonista

El director Jack Clayton va imaginar una conclusió més ambigua per a la pel·lícula: "El meu interès original per la història era el fet que es pogués explicar des d'un punt de vista completament diferent", va dir. "En altres paraules, el mal estava viu a la ment de la institutriu i, de fet, ella més o menys crea la situació. Ara això va passar molt abans de llegir les notes sobre Henry James i descobrir que algú més també s'imagina que Henry James ho va escriure així. una mena d'al·lucinacions gairebé freudianes que tenia la institutriu."
Clayton no estava content amb el guió d'Archibald a causa de les seves interpretacions contradictòries del material, i li va preguntar a l'escriptor estatunidenc Truman Capote (a qui havia conegut mentre treballava a Beat the Devil) per reelaborar el guió d'Archibald. En aquell moment, Capote estava escrivint A sang freda; tanmateix, com que era un fan de la novel·la de James, va acceptar, i va prendre una pausa de tres setmanes per reescriure el guió, les relacions i les composicions visuals de la pel·lícula, amb implicacions que els fenòmens sobrenaturals que va experimentar la senyoreta Giddens són el resultat de la seva pròpia repressió sexual i paranoies en lloc d'experiències paranormals legítimes. Clayton més tard va portar a l'escriptor John Mortimer per donar al diàleg un poliment "victorià". Clayton pretenia mantenir una sensació de claustrofòbia i, alhora, obrir l'obra, que es desenvolupava íntegrament al saló de la casa. Clayton va veure la casa com un dels personatges de la pel·lícula i la va utilitzar com a tal per destacar certes escenes.
El crític cultural Christopher Frayling atribueix aproximadament el 90% del guió de la pel·lícula tal com apareix a la pantalla a Capote (Els crèdits finals atribueixen el guió a Archibald i Capote, amb Mortimer rebent crèdit per "Additional Scenes and Dialogue"). Frayling també nota una sensació de gòtic del Sud present en les alteracions del guió de Capote, sobretot amb la sensibilitat eròtica reprimida de la institutriu contraposada per trets de plantes exuberants i en descomposició i vida d'insectes rapaços. El director Clayton, però, va optar per minimitzar aquest aspecte a la pel·lícula acabada, per preservar l'ambigüitat entre la història de fantasmes i l'element freudià.
Originalment es pretenia que aparegués un narrador poc fiable a la narració i la pel·lícula s'havia d'obrir amb una escena funerària. Hi ha fotografies de l'escena que circulaven en aquell moment, però finalment Clayton va elegir obrir la pel·lícula amb foscor, una cançó cantada per una nena i la imatge de les mans de Kerr que s'ajunten en pregària, amb el rosari entre els dits, mentre murmura i plora. A poc a poc, la cara de Kerr es destaca. Segons l'estudiós de cinema Frayling, l'escena inicial crea una sensació d'intimitat i, potser, confia que s'ha de confiar en la institutriu, però l'ús de la foscor que l'envolta suggereix que és possible que la història que segueix no sigui més que en la seva pròpia ment, aïllada i creant el seu propi món sobrenatural.

### Càsting
Deborah Kerr va ser elegida per al paper principal de la senyoreta Giddens sota el consell de l'estudi i distribuïdor de la pel·lícula, 20th Century Fox, malgrat que el personatge d’institutriu de l'obra original de James tenia vint anys (Kerr tenia quaranta anys aleshores). En parlar del paper amb Clayton, Kerr va recordar: "Recordo que li vaig preguntar a Jack què volia que insistís en interpretar el paper, i ell va respondre: "Interpreta-ho com et sentis, però no t'oblidis de l'ambigüitat!" Així que vaig intentar la corda tan nerviosa entre la seny i la bogeria, i vaig deixar que el públic exercités la seva intel·ligència." El paper de Kerr a la pel·lícula és important, ja que apareix a la pantalla en aproximadament 95 minuts dels 99 minuts de durada de la pel·lícula. Li van pagar 400.000 US$ pel seu treball a la pel·lícula.
Per als papers dels nens, Clayton va triar Pamela Franklin d'onze anys (en el seu debut al cinema) com a Flora, i Martin Stephens com el seu germà, Miles; Stephens havia aparegut a la pel·lícula de terror de Metro-Goldwyn-Mayer Village of the Damned (1960). L'actriu australiana Clytie Jessop va ser elegida com l'espectral Miss Jessel (també en el seu debut cinematogràfic), mentre que Peter Wyngarde va ser elegit en el paper de Quint, l'amant il·lícit de la senyoreta Jessel. Tot i que rep la màxima facturació, Michael Redgrave apareix només al començament de la pel·lícula en un paper fr cameo com l’oncle dels nens.
El 19 de setembre de 2013, Wyngarde i Jessop van ser entrevistats per Matthew Sweet per a un episodi especial de Night Waves dedicat a la pel·lícula com a part del programa de la BBC Radio 3 Sound of Cinema. Aquest episodi també va incloure anècdotes entre bastidors proporcionades per Susie Orbach, Christopher Frayling i Jeremy Dyson. Durant l'entrevista, Wyngarde va declarar que Alec Guinness i Cary Grant havien expressat un gran interès a interpretar el paper de Peter Quint. Jack Clayton els va rebutjar.

### Rodatge

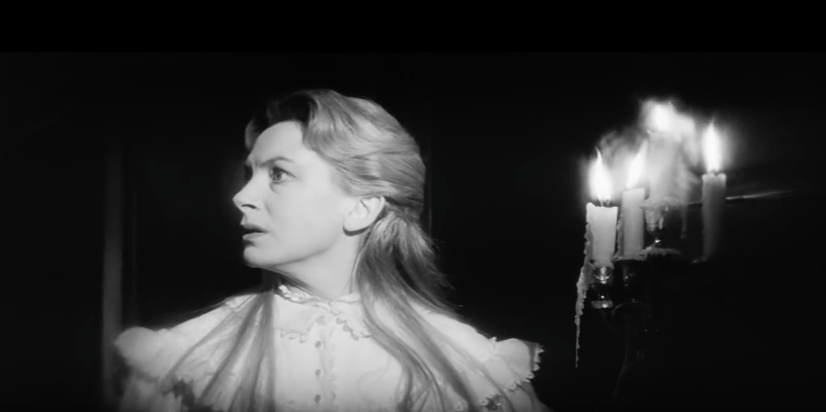
El director de fotografia Freddie Francis va pintar les vores de les lents per a escenes nocturnes interiors per permetre una sensibilitat claustrofòbica més tancada.

Clayton volia que la pel·lícula fos bastant diferent de les pel·lícules de terror de Hammer de l'època, i va emprar una sèrie de dispositius cinematogràfics per aconseguir aquest objectiu, incloent-hi l'ús d'efectes de so estranys i una il·luminació estilitzada i temperada. Durant els primers 45 segons de la pel·lícula, la pantalla està negra i s'escolta el cant, i només després d'això apareixen els crèdits. Clayton, que anteriorment havia fet pel·lícules associades a la Nova onada britànica, va assumir el projecte específicament per evitar ser tipificat com a director de New Wave i per treballar en un gènere diferent.
El rodatge de The Innocents va tenir lloc principalment als Shepperton Studios a Surrey. Les seqüències interiors es van rodar als escenaris sonors de Shepperton, així com les seqüències que tenien lloc a la verana de l'hivernacle; El departament d'art també va construir una façana per a la casa Bly al solar de l'estudi. Es van rodar escenes exteriors in situ a la mansió gòtica de Sheffield Park a l'Est Sussex. Per assegurar-se que les actuacions dels seus actors infantils romanguessin sense inhibicions, Clayton va retenir la totalitat de detalls de la història de Martin Stephens i Pamela Franklin, que només van rebre aquestes parts del guió que no tenia els elements adults sorprenents i misteriosos de la pel·lícula. Segons la supervisora de guió Pamela Mann, l'estrella Deborah Kerr estava específicament en sintonia per assegurar-se que els nens "es divertissin al plató". L'escriptor Truman Capote va estar present durant les primeres setmanes de rodatge, escrivint diàlegs addicionals per a Stephens i Franklin i fent petites alteracions al guió.
La 20th Century Fox va insistir que The Innocents es rodés en CinemaScope, mentre que Clayton volia rodar-la amb una proporció d'acadèmia estàndard, sentint que no seria capaç de fer ús de l'espai addicional a ambdós costats del marc. El director de fotografia Freddie Francis va insistir que podria treballar amb la relació d'aspecte de CinemaScope, després d'haver rodat Sons and Lovers (1960) per al director Jack Cardiff en el format. Francis va guanyar l'Oscar al millor director de fotografia pel seu treball a la pel·lícula anterior. Va utilitzar filtres de color i va utilitzar la plataforma d'il·luminació per crear foscor consumint-ho tot a la vora del marc. A mesura que avançava el rodatge, Clayton va trobar usos per a les vores de la pantalla i va començar a compondre per al format CinemaScope. Francis va utilitzar deep focus i va dirigir la il·luminació cap al centre de la pantalla. Al plató d'aquella zona era tan brillant que l'actriu Kerr va arribar un dia al plató amb ulleres de sol. Francis i Clayton van emmarcar la pel·lícula amb un estil inusualment atrevit, amb personatges destacats a la vora del marc i les seves cares al centre de perfil en algunes seqüències, que, de nou, van crear tant una sensació d'intimitat i malestar, basat en la falta d'equilibri de la imatge. Per a moltes de les escenes nocturnes interiors, Francis va pintar els costats de les lents amb pintura negra per permetre un efecte més intens, focus elegíac, i va utilitzar espelmes fetes a mida amb quatre o cinc metxes entrellaçades per produir més llum.
Durant la fotografia principal, Clayton i l'editor Jim Clark—a qui havia contractat per recomanació del seu col·lega Jimmy Ware, editor del primer llargmetratge de Clayton, Room At The Top— es reunien cada vespre i veien el metratge rodat aquell dia, muntant rough cuts diaris a mesura que avançaven; això va permetre a Clayton fer ajustos i rodar pick-ups al llarg del camí, donant-li una supervisió més estreta durant el procés de rodatge.

### Post-producció

#### Edició
A les seves memòries de 2010 Dream Repairman, Jim Clark va recordar el seu treball com a editor a The Innocents com "una veritable col·laboració" i que ell i Clayton es van convertir en amics íntims i socis habituals de beguda durant la producció, ja que tots dos eren solters en aquell moment, i vivien l'un a prop de l'altre. Va descriure The Innocents com "un veritable plaer editar, ja que Jack tenia un enfocament molt segur del seu material, després d'haver-ho treballat tot abans. Era un perfeccionista que no deixava res a l'atzar, i era molt precís en el seu enfocament a treballar."
Inspirat en A Place in the Sun de George Stevens, Clark va crear nombroses foses i superposicions, que també va descriure com a "mini muntatges", en els quals editava les foses creuades entre determinades escenes per durar quatre o cinc vegades més que la "mescla" estàndard i sovint barrejada en una tercera imatge gairebé subliminal; l'estudiós cinematogràfic Anthony Slide es referiria més tard a l'ús de la pel·lícula de foses com a "obsessiu". Clark va aconseguir aquest procés utilitzant rotlles de pel·lícula en blanc com a plantilla a la qual assignaria manualment els negatius de Clayton amb números de bobina marcats a mà, números de pissarra i segells de temps que indiquen la durada que cada imatge hauria de romandre dins d'un únic fotograma.Clayton va explicar en entrevistes posteriors que sentia que la fosa era totalment apropiada i d'acord amb la seva visió de la pel·lícula com "orientada a l'estat d'ànim", i va afegir: "Em va donar oportunitats d'explorar aquest camp, que no havia fet mai abans: crear en aquells múltiples imatges foses que hi pengen i tenir un significat que s'aplica tant al final de l'última escena i el començament de la següent."
Clayton va mantenir una estreta supervisió sobre l'edició de la pel·lícula, assegurant-se específicament que cap escena no durés massa; a causa del petit repartiment de la pel·lícula, Clayton es preocupava que "si [la pel·lícula] naufraga, no tinguem cap altre personatge a on anar". Segons Clark, Clayton va passar per "molta angoixa" per l'escena final, en què Miles mor als braços de la senyoreta Giddens, i que el director era "molt propens a agonitzar les escenes si no estava segur d'elles, i les repetiríem una vegada i una altra, amb prou feines canviava un fotograma, fins que es va sentir reconciliat amb la seqüència". Clayton va pensar que l'escena clímax hauria de ser "claustrofòbica i interpretada molt de prop—desenvolupant en violència i salvatgisme". Clark també va revelar que, malgrat la seva relació laboral anteriorment harmònica, es va barallar inesperadament amb Clayton just abans de l'estrena de la pel·lícula, i va sentir que s'havia permès apropar-se massa al seu director. Clark va recordar que el vespre de la projecció dels crítics de preestrena, Clayton es va enfadar perquè, sense ser culpa seva, la seva assistent personal Jeanie Sims va arribar tard a trucar-li amb les reaccions dels crítics. Quan Sims va trucar en Clark a l'oficina de Clayton l'endemà, va descobrir que Clayton havia destrossat completament una gran maqueta de guix de Bly House, i es va negar a parlar amb cap d'ells. Malgrat aquesta fractura, Clark i Clayton van anar reparant gradualment la seva amistat, i Clayton va convidar Clark a editar la seva següent pel·lícula, The Pumpkin Eater.

#### Disseny de música i so
La partitura original de The Innocents va ser composta per Georges Auric, que havia escrit diverses pel·lícules en què Clayton havia participat en el passat, com ara Moulin Rouge (1952) i The Bespoke Overcoat (1956). Clayton estava insatisfet amb la partitura final d'Auric per a The Innocents, i li va demanar que fes modificacions; tanmateix, Auric no va poder fer-ho a causa de la seva malaltia, i la reorquestració va ser completada per W. Lambert Williamson. La pel·lícula també va ser pionera en l'ús de sons electrònics sintetitzats creats per Daphne Oram. Aquests "tons sinusoïdals" espectrals massificats es van incorporar al disseny de so de la pel·lícula, tot i que a Oram no se'l va acreditar.
La pel·lícula s'obre en una pantalla negra mentre es canta la cançó "O Willow Waly" d'Auric i Paul Dehn. Quan la cançó entra a la seva segona estrofa, el logotip de producció d'obertura de 20th Century Fox apareix a la pantalla. La cançó s'utilitza com a motiu al llarg de la pel·lícula. La cançó, cantada a la banda sonora per Isla Cameron, va ser llançat al Regne Unit amb un senzill de Decca el març de 1962. Fou versionada per the Kingston Trio el 1962 al seu àlbum Something Special.

## Estrena

### Taquilla
Al Regne Unit, la classificació original l'any 1961 donada per la British Board of Film Censors (ara la British Board of Film Classification o BBFC) havia estat la qualificació "X", la qual cosa significava que a cap persona menor dels 16 anys d'edat se li permetria l'entrada al cinema per veure-la.
The Innocents es va estrenar al Carlton Theatre de Londres el 24 de novembre de 1961. A Amèrica del Nord, 20th Century Fox va idear una campanya de màrqueting que va qualificar la pel·lícula d'"una nova experiència estranya en estat de xoc". La pel·lícula es va estrenar als Estats Units a El Rey Theatre de Los Angeles, Califòrnia el 15 fr frdrmbtr fr 1961, i es va estrenar a la ciutat de Nova York el 25 de desembre 1961, projectada al Criterion Theatre i a la 72nd Street Playhouse. La pel·lícula va recaptar un total d'1,2 milions de dòlars als Estats Units i al Canadà.

### Resposta crítica
Bosley Crowther va escriure una ressenya desfavorable de la pel·lícula a The New York Times quan es va estrenar a la ciutat de Nova York el desembre de 1961: "Però temem que les velles mans familiaritzades des de fa temps amb el tràfic i els trucs de les pel·lícules de terror s'avorreixin una mica amb aquesta versió cinematogràfica del famós conte d'Henry James, The Turn of the Screw, tan suau i ingenu que és al costat d'altres del gènere. I sobretot ens temem que es deixaran decebre per la brillant interpretació de Deborah Kerr com la dona jove suposadament morbosa que és la figura central del conte".
Una ressenya publicada a la revista Time va elogiar l'actuació de Kerr i la "foscor perillosa i intel·ligent" de la pel·lícula,, però va criticar el guió, que suggereix que el guió d'Archibald i Capote "prem molt més dur, molt més que James, per a la interpretació psiquiàtrica. Òbviament, no han percebut que en suggerir una base normal i quotidiana per als fenòmens sobrenaturals, inevitablement han d'alleujar l'espectador del seu horror sense nom pel que podria passar. Però no és l'horror, quan tot està dit i fet, l'única experiència important que pretén comunicar aquest conte?" En un Variety, la pel·lícula es va considerar un "drama esgarrifós d'alta qualitat". Al número d'estiu de 1962 de Film Quarterly, Pauline Kael va anomenar la pel·lícula " les millors pel·lícules de fantasmes que havia vist mai", elogiant les actuacions de Kerr i Stephens, així com l'adaptació de Capote del material original. Boyd Martin de The Courier-Journal va elogiar la pel·lícula com un "refrigerador fantasmagòric... la influència hipnòtica hi és, i el públic, sospito, sentirà el que sent la institutriu."
La pel·lícula va ser nominada a dos premis BAFTA, incloent la millor pel·lícula britànica i la millor pel·lícula. Per la seva direcció, Clayton va rebre el Premi National Board of Review al millor director. William Archibald i Truman Capote van guanyar un Premi Edgar l'any 1962 dels Escriptors de Misteri d'Amèrica al millor guió cinematogràfic. La pel·lícula es va presentar al 15è Festival Internacional de Cinema de Canes.

### Mitjans domèstics
The Innocents va rebre distribució en DVD als Estats Units a través de 20th Century Fox Home Entertainment el 6 de setembre de 2005. Aquest llançament també inclou una cançó en castellà mono i la pel·lícula en ambdues versions pantalla ampla i pantalla completa. The Criterion Collection va llançar una nova edició de la pel·lícula en DVD i Blu-ray el 23 de setembre de 2014. Aquesta versió inclou una nova resolució 4K, una introducció i un comentari d'àudio amb el crític cultural Christopher Frayling, una entrevista amb el director de fotografia John Bailey (que parla del treball de Freddie Francis), i un documental de 2006 sobre la realització de la pel·lícula. Al Regne Unit, la pel·lícula va rebre un llançament en Blu-ray el 23 d'agost. 2010 a través del BFI. Les sol·licituds de certificació des de l'any 2000 han fet que la pel·lícula sigui qualificada com a "12" o "12A".